# Ambassade de Guinée équatoriale en Russie
L'ambassade de Guinée équatoriale en Russie est la mission diplomatique officielle de la Guinée équatoriale en fédération Russie, située à Moscou sur Yakimanka sur la voie Pogorelsky en face du 2e Kazachy.

## Historique
Les relations diplomatiques entre l'URSS et la Guinée équatoriale ont été établies le 7 décembre 1968. L'ambassade à Moscou a été ouverte en 1981 .

## Voir également
- Relations Russie-Guinée équatoriale
- Liste des missions diplomatiques à Moscou
- Liste des missions diplomatiques de Guinée équatoriale

## Liens
- Ministère russe des Affaires étrangères. RELATIONS RUSSES-ÉQUATOGUINES